# Charlotte Speedway
O Charlotte Speedway foi um autódromo circuito oval localizado em Charlotte, no estado da Carolina do Norte construída em 1949, o circuito era de terra com 1,2 km (0,75 mi) de comprimento.
O circuito é notável por ter recebido a primeira corrida da história da NASCAR em 1949, hospedou corridas até 1956.